# Strangea
- Commons
- Wikispecies

Strangea é um género botânico pertencente à família Proteaceae.
1. ↑  «Strangea — World Flora Online». www.worldfloraonline.org. Consultado em 19 de agosto de 2020